# Mimmo di Francia
Mimmo di Francia all'anagrafe Domenico di Francia (Napoli, 28 ottobre 1944) è un cantautore e produttore discografico italiano.

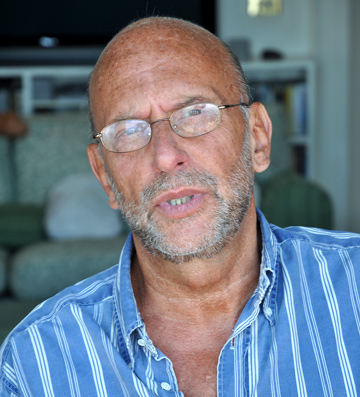
Mimmo di Francia

È ricordato per aver composto la canzone Champagne cantata per primo da Peppino di Capri e di altre canzoni come Balliamo (per Fred Bongusto), Me chiamme ammore (vincitrice del Festival di Napoli del 1970 nella doppia interpretazione di Peppino di Capri e Gianni Nazzaro) e Ammore scumbinato (incisa da vari artisti, quali Renzo Arbore, Fred Bongusto, Roberto Murolo, Peppino di Capri, oltre che da se stesso).

## Biografia
Inizia la carriera nel mondo musicale collaborando con Peppino di Capri, per il quale compone la sua prima canzone, Tu..., che partecipa con successo al Festival di Napoli 1969 ma che egli non può firmare perché non ancora iscritto alla SIAE (nel 2019 Peppino di Capri incide anche in inglese Tu...). Scrive poi versi e musica di Me chiamme ammore, che vince il Festival di Napoli 1970 nell'interpretazione dello stesso Di Capri e di Gianni Nazzaro, imponendosi, nei decenni successivi, come un "classico della canzone napoletana".
Col cantante caprese instaura un sodalizio che lo porta a comporre per lui varie canzoni, come Magari, (Canzonissima 1972), Scusa (settembre 1973) e poi Champagne, di cui Mimmo di Francia scrive la musica su versi di Depsa-Iodice (cui ha collaborato), canzone che Peppino di Capri presenta a Canzonissima 1973. Il brano viene inciso, nel tempo, in diverse lingue da molti interpreti e diventa un evergreen internazionale della musica leggera italiana. In Italia il brano viene pubblicato su 45 giri (il retro è La prima sigaretta, di Di Francia-Sharade) e in un album intitolato Il giocatore contenente 8 brani di cui Mimmo di Francia è coautore.
Nel 1975 la coppia Wess & Dori Ghezzi incide il brano Canzone a Leopardi, (della terna Di Francia-Depsa-Iodice).
Nel 1976 ottiene un buon successo con Incredibile voglia di te, incisa da Francesco Calabrese (del duo Franco IV e Franco I), reincisa da Peppino di Capri l'anno successivo con successo ancora maggiore. Un altro suo "classico" del 1977 è, Balliamo, lanciata da Fred Bongusto con buon esito internazionale, specie in Sud America dove alla versione di Bongusto in lingua spagnola si è aggiunta una suggestiva versione di Manolo Otero. Sempre nel '77 compone Auguri, che viene incisa contemporaneamente da Fred Bongusto e Peppino di Capri. Questo brano è la canzone di apertura dell'album Verdemela di Peppino di Capri, chiuso da Incredibile voglia di te. L'album contiene altri 4 brani di Mimmo di Francia.
Nel 1979 è la volta di Ammore scumbinato, canzone che incide egli stesso con un certo successo, dovuto in particolare alla trasmissione Alto gradimento'x di Renzo Arbore e Gianni Boncompagni.
Negli anni ottanta partecipa come compositore al Festival di Sanremo 1986 con Cantare, interpretata da Fred Bongusto, che risulta, quell'anno, la canzone più eseguita nei locali notturni (cfr. Almanacco Panini sul Festival di Sanremo). Il brano viene poi inciso da Fausto Papetti in una delle sue raccolte e, successivamente, dalla più famosa cantante finlandese, Katri Helena.
Nell'estate 1986 Peppino di Capri pubblica un 45 giri con due brani la cui musica è sempre di Mimmo di Francia: Un'estate fra le dita (versi: Di Francia-Giglio) e Stasera (versi: Di Francia-Faiella).
È ancora al Festival di Sanremo 1989 con Il mio pianoforte, presentata da Peppino di Capri. Nel decennio successivo ritorna al Festival nel 1992 con Favola blues, interpretata da Peppino di Capri in coppia con Pietra Montecorvino, e nel 1993 con La voce delle stelle, ancora interpretata dal cantante caprese.
Nel 1990 Roberto Murolo incide, cantandola in coppia con Renzo Arbore, Ammore scumbinato nel suo album 'Na voce,'na chitarra; la collaborazione con il cantante continua negli anni successivi fino al 2002, anno in cui scrive versi e musica di 'Mbriacame, canzone di punta del suo ultimo album Ho sognato di cantare. Di questa canzone viene realizzato un video, che viene presentato al Festival di Sanremo di quell'anno, in occasione della consegna del premio alla Carriera a Murolo.
Roberto Murolo ha, successivamente, inciso, nel corso degli anni, altre 5 canzoni di Mimmo di Francia.
Nell'autunno 2014 Renzo Arbore incide il suo album doppio: ...e pensare che dovevo fare il dentista, aperto dal brano di Mimmo di Francia Ammore scumbinato, inciso per l'occasione, con un arrangiamento swing. Arbore ne fa il brano di lancio del disco, cantandola numerose volte in TV.
Nel 2017 gli viene attribuito il premio DiscoDays, durante la XIX edizione della Fiera del Disco e della Musica.

### Storia recente diChampagne
Nel gennaio 2013, esce in tutto il mondo (75 paesi) il CD di Andrea Bocelli Passione, contenente una nuova versione di Champagne arrangiata da David Foster, che raggiunge il secondo posto nella classifica statunitense di Billboard ed è nelle "top-ten" di tutto il mondo. Di questo CD esce anche una versione tutta in lingua spagnola, intitolato Pasiòn, in cui figura, ovviamente, anche Champagne, reintitolata Champan. Inoltre, circa un anno e mezzo dopo, esce il DVD Love in Portofino, basato su un concerto dal vivo dell'artista nella piazzetta di Portofino, in cui Bocelli interpreta molti dei brani (tutti famosi) di Passione, fra i quali Champagne, con l'orchestra diretta da David Foster. Il concerto termina, poi, con l'esecuzione, solo musica, di Champagne, eseguita dall'orchestra, scelta fra i molti brani che compongono il CD, che sono il meglio dei successi di tutto il mondo. 
Nell'autunno 2013 il cantante brasiliano Roberto Carlos ha iniziato a chiudere i propri spettacoli con Champagne, con la quale nello spettacolo televisivo natalizio di Rede Globo ha anche concluso il proprio show, facendo entrare in teatro numerosi camerieri con vassoi colmi di calici di champagne, che sono stati offerti al pubblico in sala. 
In occasione dei 40 anni del brano, compiuti a dicembre 2013, è stato realizzato a Buenos Aires, da artisti argentini, un video a cartoni animati che racconta esattamente la storia descritta nella canzone. Questo video è stato presentato in anteprima a Capri-Hollywood a fine dicembre, successivamente da vari TG e altre trasmissioni TV.
Nel Natale 2014, Mimmo di Francia scrive - insieme al noto giornalista Michelangelo Iossa - un libro intitolato "Cameriere, champagne!.." (Vita, sorte e miracoli di una canzone nel racconto del suo compositore), pubblicato da Graus Editore. Nel volume, Mimmo di Francia racconta la sua personale vicenda artistica e umana ponendo l'accento sulla genesi della sua canzone più nota e sui tanti successi ricevuti in quasi 50 anni di attività. Il libro ottiene un notevole consenso di pubblico e di critica, al punto da raggiungere la sua seconda edizione in poco più di un anno.
Sul finire del 2015, nelle sale cinematografiche esce il film Natale col boss, prodotto da Aurelio De Laurentiis: fra i protagonisti figura Peppino di Capri nella doppia veste di sé stesso e di un boss della camorra, che si fa 'cambiare i connotati' da due chirurghi plastici e che assume le sembianze del cantante caprese, facendo cantare Champagne al pubblico di un locale. Nei titoli di coda il noto rapper Guè Pequeno offre inoltre una originale versione di Champagne con vari interventi canori dello stesso Peppino di Capri intitolata Fiumi di champagne.
Nel dicembre 2019 esce l'album Mister...Peppino Di Capri che viene chiuso dal brano You... di Mimmo di Francia.

## Colonne sonore
Notevole fortuna Mimmo di Francia ha ottenuto col cinema: infatti numerose sue canzoni sono state inserite in film di grande successo:
1970: Gianni Nazzaro interpreta, in un night, Me chiamme ammore nel film Ma che musica maestro
1974: Dino Risi inserisce Champagne in varie scene di Profumo di donna
1974:  nel film Professore venga accompagnato dai suoi genitori, i titoli di testa sono accompagnati dalla canzone Ami solo te, cantata da Peppino di Capri
1981: in Fracchia la belva umana, Lino Banfi è protagonista di una divertente (e famosa) gag imperniata su Balliamo
1986: nella colonna sonora de Il commissario Lo Gatto di Dino Risi, figurano ben quattro brani: Champagne, Un'estate fra le dita, Stasera, interpretate da Peppino di Capri e Carnaval, interpretata dallo stesso Mimmo di Francia
1987: Cantare, interpretata da Fred Bongusto, viene inserita da Gabriele Salvatores nel suo film Kamikazen - Ultima notte a Milano
1987: Sergio Corbucci inventa un'esilarante parodia di Champagne, di cui è interprete Maurizio Micheli nel film Rimini Rimini, che serve a "rianimare" e sedurre Laura Antonelli
1996: Christian De Sica e Massimo Boldi sono i protagonisti di un comico episodio imperniato su Champagne in A spasso nel tempo di Carlo Vanzina
1999: in Terra bruciata, Peppino di Capri viene “ucciso” da una banda rivale, sotto gli occhi del boss Giancarlo Giannini, mentre canta Champagne al piano
2001: nel film di Paolo Sorrentino, L'uomo in più, il protagonista, Toni Servillo, si reca al lavoro fischiettando Balliamo
2015: nel film Natale col boss, Peppino di Capri interpreta la figura di un boss e di se stesso, facendo cantare Champagne al pubblico di un locale. Nei titoli di coda il noto rapper Guè Pequeno offre inoltre una originale versione di Champagne, intitolata Fiumi di Champagne

## Principali canzoni scritte da Mimmo di Francia
| Anno | Titolo                   | Autori del testo                | Autori della musica                        | Interpreti                                                                      |
| ---- | ------------------------ | ------------------------------- | ------------------------------------------ | ------------------------------------------------------------------------------- |
| 1969 | Tu...                    | M. di Francia                   | M. di Francia                              | Peppino di Capri, Mimmo di Francia.                                             |
| 1970 | Me chiamme ammore        | M. di Francia                   | M. di Francia                              | Peppino di Capri, Gianni Nazzaro, Mimmo di Francia e altri.                     |
| 1972 | Magari                   | Depsa, S. Iodice                | M. di Francia                              | Peppino di Capri, Luciano Bruno                                                 |
| 1973 | Scusa                    | Depsa                           | M. di Francia                              | Peppino di Capri, Mimmo di Francia                                              |
| 1973 | Champagne                | Depsa, S. Iodice                | M. di Francia                              | Peppino di Capri, Banda Careda, Manolo Otero, El Puma, Mimmo di Francia e altri |
| 1973 | La prima sigaretta       | M. di Francia , Sharade         | M. di Francia , Sharade                    | Peppino di Capri                                                                |
| 1975 | Canzone a Leopardi       | M. di Francia, Depsa, S. Iodice | M. di Francia , Depsa                      | Wess e Dori Ghezzi, Mimmo di Francia                                            |
| 1976 | Incredibile voglia di te | M. di Francia , S. Iodice       | M. di Francia , Depsa                      | Francesco Calabrese e Peppino di Capri                                          |
| 1977 | Balliamo                 | M. di Francia , S. Iodice       | M. di Francia                              | Fred Bongusto, Manolo Otero, Mimmo di Francia e altri                           |
| 1977 | Auguri                   | Depsa, S. Iodice                | M. di Francia                              | Peppino di Capri, Fred Bongusto                                                 |
| 1977 | Fiore di carta           | M. di Francia , S. Iodice       | B. Gibb                                    | Peppino di Capri                                                                |
| 1979 | Ammore scumbinato        | Depsa, S. Iodice                | M. di Francia                              | Mimmo di Francia, Fred Bongusto, Roberto Murolo, Peppino di Capri, Renzo Arbore |
| 1986 | Cantare                  | S. Iodice - M. di Francia       | M. di Francia                              | Fred Bongusto, Fausto Papetti, Katri Helena                                     |
| 1986 | Un'estate tra le dita    | R. Giglio - M. di Francia       | M. di Francia                              | Peppino di Capri                                                                |
| 1986 | Stasera (Like an angel)  | M. di Francia , G. Faiella      | M. di Francia                              | Peppino di Capri                                                                |
| 1992 | Favola blues             | M. di Francia , F. Berlincioni  | M. di Francia , F. Berlincioni G. Faiella  | Peppino di Capri & Pietra Montecorvino                                          |
| 1993 | La voce delle stelle     | M. di Francia , F. Berlincioni  | M. di Francia , F. Berlincioni, G. Faiella | Peppino di Capri                                                                |
| 1997 | Mambo                    | V. di Francia                   | M. di Francia , G. Faiella                 | Peppino di Capri                                                                |
| 2002 | 'Mbriacame               | M. di Francia                   | M. di Francia                              | Roberto Murolo, Mimmo di Francia                                                |
| 2013 | Champagne                | Depsa , S. Iodice               | M. di Francia                              | Andrea Bocelli (album PASSIONE)                                                 |
| 2015 | Fiumi di Champagne       | Depsa , S. Iodice , G. Pequeno  | M. di Francia , G. Pequeno                 | Guè Pequeno, Peppino di Capri                                                   |
| 2020 | You...                   | Di Francia , Di Capri           | Di Francia , Di Capri                      | Peppino di Capri                                                                |

## Discografia parziale

### Album in studio
- 1982: Cameriere, champagne! (Edibi)
- 2010: Rotta su Napoli (Polosud Records

### Singoli
- 1979: Ammore scumbinato/Proiezioni nella mente (Vip, 10191)
- 1982: Pulecene'/Twistammore (Storm, ZTM 50505)

### Discografia estera

#### Album in studio
- 1996: Camarero, champagne!... (Brasile, RGE)

#### Singoli
- 1984: Balliamo/Pulecene' (Brasile, RGE)